# Kazališno osoblje
Kazališno osoblje čine svi djelatnici neke kazališne družine ili institucije čija suradnja je potrebna da bi se mogao ostvariti kazališni čin. Osoblje kazališta dijeli se na:
- kazališno umjetničko osoblje
- kazališno tehničko osoblje
- kazališno administrativno osoblje